# Stazione di Osdorfer Straße
La stazione di Osdorfer Straße è una fermata ferroviaria di Berlino, sita nel quartiere di Lichterfelde.

## Movimento
La fermata è servita dalla linea S 25 della S-Bahn.

## Interscambi
- Fermata autobus